# Aeonium banaresii
Aeonium banaresii är en fetbladsväxtart som beskrevs av Tavorm. och S.Tavorm.. Aeonium banaresii ingår i släktet Aeonium och familjen fetbladsväxter. Inga underarter finns listade i Catalogue of Life.